# Paectes glauca
Paectes glauca là một loài bướm đêm trong họ Noctuidae.